# NGC 5781
NGC 5781 (również PGC 53417) – galaktyka spiralna z poprzeczką (SBb), znajdująca się w gwiazdozbiorze Wagi. Odkrył ją 11 maja 1831 roku John Herschel.